# Gymnelia felderi
Gymnelia felderi là một loài bướm đêm thuộc phân họ Arctiinae, họ Erebidae.